# Molí de la Roca (la Roca del Vallès)
El Molí de la Roca és una obra de la Roca del Vallès (Vallès Oriental) protegida com a Bé Cultural d'Interès Local.

## Descripció
Es tracta d'un edifici de planta rectangular i amb planta baixa i dos pisos. El que correspondria a la planta baixa és a nivell d'un soterrani segons les rasants actuals. La façana no presenta cap composició ordenada sinó que les obertures s'obren en el lloc on es necessiten. El portal d'entrada és amb arc rebaixat adovellat, la finestra de la primera planta és emmarcada amb pedra de granit i la de la segona amb maó. La coberta és a dues aigües amb el carener perpendicular a la façana. La bassa és plena de terra de conreu. La séquia però, encara està en ús.

## Història
Aquest molí fins al segle xvi pertanyia als Torrella, senyors del castell, quan el van vendre entre els anys 1550 i 1570. L'any 1573, va ser empenyorat i va passar a ser propietat del capítol de l'església col·legiata de Sant Feliu de Girona. De tota manera, el 1582 es va restituir als antics propietaris. El 1645 passà ser propietat dels Jurats de la Universitat de les Parròquies de la Roca, Vilanova, Santa Agnès, Òrrius, Valldoriolf. Segons sembla l'any 1649 va passar a ser de Nicolau Company